# Ivor Mitchell
Ivor Mitchell is een Guyaans bassist, drummer en zanger. Hij speelde in bands in Guyana, Suriname en Nederland, was bassist voor Hans Dulfer, Daniel Sahuleka, Drukwerk en Womack & Womack, en zong in het gospelkoor Resurrection voor grote artiesten. Sinds hij rond 2005 terugkwam in Suriname is hij in de muziek blijven werken, zoals met optredens en als leraar van de Nationale Volksmuziekschool.

## Biografie
Mitchell werd op 22 januari 1949 geboren en groeide op in de Guyaanse hoofdstad Georgetown. Toen hij op zijn veertiende drummers zag optreden, wist hij dat hij dat ook wilde doen. Terwijl hij ervoor nog nooit een muziekinstrument had aangeraakt, vroeg hij aan Alwin & The Merits of hij tijdens een repetitie mocht drummen. Hij bleek zijn armen en benen onafhankelijk van elkaar te kunnen bewegen, waardoor hij verschillende ritmes aankon. Alwin nam hem vervolgens op in zijn band en Mitchell leerde het drummen op nummers van artiesten uit die tijd als The Beatles, Herman's Hermits en The Dave Clark Five. Ondertussen viel zijn oog ook op de basgitaar, waar hij zichzelf in vrije uurtjes op leerde spelen. Toen de basgitarist de band verliet, volgde Mitchell hem op. Ook op de basgitaar maakte hij zich het spelen gaandeweg eigen.
Een tijd later speelde Mitchell als bassist voor Nona Permol and the Playboys. Ze kwamen twee keer per jaar tijdens grote evenementen in Suriname en in 1967 besloot hij er zelf te gaan wonen. Hij speelde vier maanden lang voor Atlantis en vervolgens voor de beatband Cosmo Beat. Daarna richtte hij zijn eigen band Names & Faces op. In de tijd dat Lieve Hugo drummer was voor Orchestra Washboard, viel Mitchell voor hem in als Hugo werd opgeroepen voor zijn werk bij de politie. Mitchell wilde meer van de wereld zien en toen de Nederlandse band Reality Suriname aandeed en een bassist zocht, sloot hij zich bij hen aan en verhuisde hij naar Nederland.
In de dertig jaar erna speelde Mitchel met allerlei bands en artiesten, onder wie Hans Dulfer, Daniel Sahuleka, Drukwerk en het Amerikaanse duo Womack & Womack. Daarnaast speelde hij in zijn eigen band Able. Verder zong hij in het gospelkoor Resurrection, dat de achtergrondzang leverde van grote artiesten als Stevie Wonder, Céline Dion en Mariah Carey. Ook speelde hij mee op de klassieker King of Kaseko (1974) die Lieve Hugo in Nederland opnam.
Zijn kinderen waren inmiddels volwassen en hij had genoeg gezien van het muzikale leven in Europa. In 2004, door de liefde drie jaar eerder dan gepland, keerde hij terug naar Suriname, om zich in 2005 daar weer voorgoed te vestigen en richtte hij zijn eigen band 4EverFreedom op, waarmee hij onder meer een bijdrage leverde aan SuriPop. Verder verzorgde hij in deze tijd de muziek bij het toneelstuk De tranen van Den Uyl en het literaire festival Suriname, satire en spot, spiegels en lachspiegels (2008). Rond 2015 trad hij op met Ivor Mitchell & Band. Ook bezocht hij in 2017 Nederland om Ronald Snijders te begeleiden tijdens het North Sea Jazz Festival.
Daarnaast begon hij in oktober 2006 met lesgeven aan beginnende bands aan de Nationale Volksmuziekschool. Hier is hij ook de leider van de band van de school.